# Ágætis byrjun
Ágætis byrjun [au̯ɣai̯tʰɪs pɪrjʏn] is het tweede studioalbum van de IJslandse post-rockband Sigur Rós. Het werd in IJsland uitgebracht op 12 juni 1999 via Smekkleysa Records. In overig Europa volgde het album op 14 augustus 2000 en in de Verenigde Staten op 15 mei 2001.
Het album stapt af van de ambient van Von en gaat meer richting de symfonische post-rock. Ágætis byrjun werd wereldwijd positief ontvangen en betekende de doorbraak van Sigur Rós in de Verenigde Staten en Europa. Ook werd het in IJsland uitgeroepen tot het 'Album van de Eeuw'. Twee singles werden er uitgebracht: "Svefn-g-englar" en "Ný batterí".

## Productie

### Opnamen
Sigur Rós begon in de zomer van 1997 voor het eerst met het voorbereidende werk van een nieuw album. Voor de productie van het album waren er twee platenmaatschappijen die boden voor de rechten: Smekkleysa Records en Skífan. Uiteindelijk mocht na lang onderhandelen Smekkleysa het album uitbrengen. Sigur Rós' eisen waren onder andere een brassband. Smekkleysa vroeg producer Ken Thomas, een fan van Von, om het nieuwe album op te nemen en het studiowerk te organiseren. Samen met de nieuwe toetsenist Kjartan "Kjarri" Sveinsson (die eerst als sessiemuzikant begon) begon de band in augustus 1998 met het werk. De band had al een strak tijdschema klaar liggen en het plan was om twee maanden voor het hele proces te nemen, maar dat werd niet gehaald omdat de kwaliteit volgens de bandleden dan nooit voldoende zou zijn. De einddatum werd verzet naar juni 1999. De locatie voor de opnamen was Stúdíó Núlist; het mixing gebeurde in Studíó Sýrland. Het eerste nummer dat opgenomen werd, was "Ágætis Byrjun". De band nam de nummers niet in één take op: ze begonnen door eerst de drums en bas op te nemen. Daarna werden er arrangementen overheen geplaatst. Dit zorgde ervoor dat de opnamen langer duurden dan verwacht. Ook de slechte conditie van de studio speelde mee in het langer durende proces. In april waren de opnamen afgerond en kon het mixen beginnen.
Jón Þór Birgisson maakte in de opnamen voor het eerst gebruik van een strijkstok op zijn gitaar. Hij gebruikte voor het album een Ibanez PF200. Als microfoon gebruikte Jón een Shure Beta-58 die hij aansloot aan een kleine compressor van TC Electronic. Hierdoor ontstond er compressie. De band gebruikte samples van de eigen nummers op de cd. "Avalon" bevat een deel van "Starálfur", maar dan langzamer gespeeld. "Intro" is een deel van het nummer "Ágætis Byrjun" omgekeerd gespeeld. De snaren die te horen zijn op "Starálfur" zijn palindromisch; ze zijn vooruit en achteruit gespeeld exact hetzelfde. Het bekken dat op "Ný batterí" gebruikt werd, was er een dat door de band op straat gevonden was. Het instrument was ogenschijnlijk overreden, maar het geluid dat het produceerde klonk goed voor de band. Hierop besloten ze het bekken te houden. Op dit album werd wederom 'Vonlenska' gebruikt: "Olsen Olsen" en een deel van "Ágætis byrjun" zijn in het Hooplands gezongen.

### Stijl

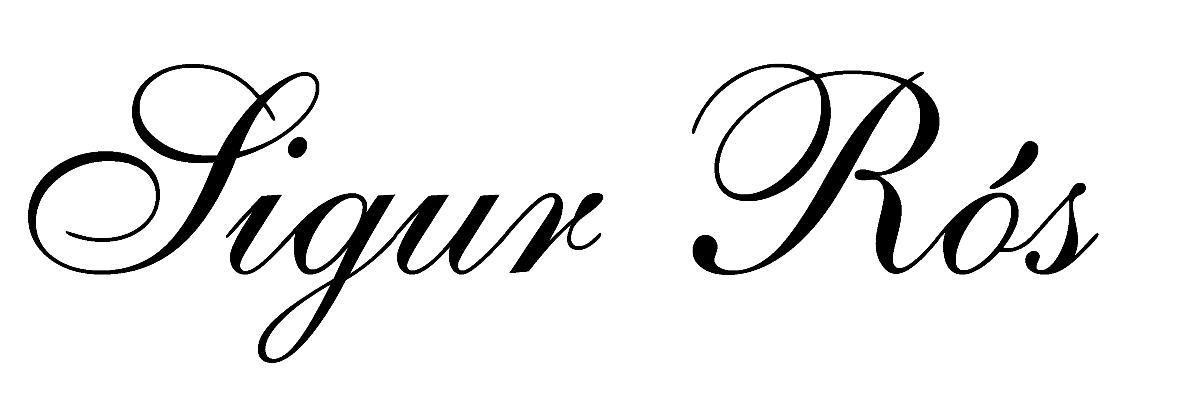
Het Sigur Rós-logo dat gebruikt werd voor de uitgave van Ágætis byrjun.

De stijl van Ágætis byrjun stapt af van de ambient van Von en gaat meer richting de symfonische post-rock. Ook werden er meer traditionele rockinstrumenten gebruikt. Jónsi over de stijl: "De nummers zijn waarschijnlijk te lang om op de radio gedraaid te worden. Bassist Georg Hólm: "We zien eerder dat mensen het thuis beluisteren. Het is niet echt iets voor op de radio."
De titel Ágætis byrjun ('goede start') werd afgeleid van een uitspraak van een vriend van de band. Toen het (toen nog naamloze) nummer "Ágætis byrjun" klaar was, werd de mening gevraagd aan een vriend. Hij vond het goed en noemde het een 'goede start'. De bandleden waren het daarmee eens en besloten die uitspraak aan het album te koppelen. Georg Holm: "Het kan een goede start voor van alles zijn. Voor de persoon die er naar luistert. Een goed begin of iets nieuws. Toen we het album aan het opnemen waren, zeiden we vaak 'oh - dat is een goed begin'. We gebruikten het zo vaak dat we het wel als albumtitel moesten gebruiken. Het is ook alsof we opnieuw aan het beginnen zijn. Ik weet niet waarom of hoe. We zijn het gewoon aan het doen." Georg over het album: "Ik hoop dat het mensenlevens verandert. Veel mensen komen naar ons toe om te zeggen dat hun leven nu compleet anders is. Ik denk dat deze plaat dit kan doen." De titel van het nummer "Viðrar vel til loftárása" ('goed weer voor een luchtaanval') kwam voort uit een uitspraak die een weerman deed. Tijdens de Kosovo-oorlog gebruikte de weerman die uitspraak op een ironische manier. De zin aan het einde komt voor in de tekst van het nummer.
Het artwork van het album is ontworpen door Ágúst Gunnarsson en geïllustreerd door Gotti Bernöft. Alle artwork werd getekend met een balpen. Sigur Rós wilde een uniek concept voor de eerste druk van de albumhoes hebben, maar geen bedrijf kon aan hun eisen voldoen. Uiteindelijk werd toch een man gevonden die bereid was om het te doen, maar op 11 juni leverde hij de hoezen ongelijmd aan. Hierdoor moesten de bandleden en hun vrienden zelf de hoezen gaan lijmen, een proces dat de hele nacht duurde. Door slordig werk waren enkele versies onbruikbaar geworden omdat er later lijm op de cd's viel. Pas na de tweede druk kreeg Sigur Rós vlekkeloze cd's van Ágætis byrjun.

## Uitgave

### Promotie
Ágætis byrjun werd in IJsland op 12 juni 1999 uitgebracht en verkrijgbaar gesteld in cd en 12 inch. Ter promotie gaf Sigur Rós op 12 juni een concert in het IJslandse Opera House in Reykjavík, gevolgd door een gehele IJslandse toer. In 2000 werden er concerten gegeven in de rest van Europa. In april 2001 volgden de eerste concerten in de Verenigde Staten en Canada, en in oktober speelden ze in Japan en Brazilië. Sigur Rós' populariteit groeide in 2000 in het Verenigd Koninkrijk en de Verenigde Staten na uitgave van Agætis byrjun. NME koos "Svefn-G-Englar" als single van de week in september 1999. In mei 2000 sloot Sigur Rós een platencontract af met FatCat Records voor de wereldwijde uitgave van drie albums. Hierdoor kon Ágætis byrjun ook wereldwijd worden uitgebracht. De uitgave in Europa stond eerst gepland op 24 juli, maar werd later verplaatst naar 14 augustus. Op 15 mei 2001 werd het album ook in de Verenigde Staten uitgebracht via PIAS Recordings. De populariteit in de Verenigde Staten was al aanwezig vóór deze uitgave, vanwege het filesharen van Agætis byrjun via het internet. Het album verbleef twee jaar lang in de IJslandse albumhitlijst. Smekkleysa Records verwachtte voor de uitgave dat het album 1500 maal zou verkopen; tien jaar later is het al miljoenen maal verkocht. Na één jaar was het album in Europa 400.000 maal verkocht. Na de zomer van 2010 staat een deluxe editie van Agætis byrjun gepland om de tiende verjaardag van de internationale uitgave van het album te vieren.
De eerste single van het album was "Svefn-g-englar" en werd in 1999 uitgegeven. De video voor het nummer werd geregisseerd door Agust Jacobsson en Sigur Rós zelf. In deze clip waren enkele mensen met van het Perlan Special-needs Theatre Group te zien. De acteurs, die lijden aan het syndroom van Down, voerden een dans op in een IJslands landschap. De video van "Svefn-g-englar" was aanvankelijk bedoeld voor "Viðrar vel til loftárása", terwijl de video van "Viðrar vel til loftárása" eerst bedoeld was voor "Starálfur". De tweede single werd "Ný batterí". Hiervoor werd geen video gemaakt. Het nummer "Viðrar vel til loftárása" kreeg wel een video. Deze werd geregisseerd door Stefán Arni and Siggi Kinski. Hierin werd een verhaal vertoond van twee jongens die tijdens een voetbalwedstrijd met elkaar zoenen. Alle bandleden hebben een kleine rol in de video.

### Ontvangst en recensies
Het album bereikte de eerste plaats in de IJslandse hitlijst en een multiplatinum-status. In 2001 won het album de Shortlist Prize for Artistic Achievement In Music. Ook werd het in IJsland uitgeroepen tot het 'beste album van de 20e eeuw'. Bij de Icelandic Music Awards won Sigur Rós de prijs voor zowel 'band van het jaar' als 'album van het jaar'. Het album is door Rolling Stone opgenomen in hun lijst 'Top 50 Albums of 2000'. Ook verscheen het in verschillende Top 10-jaarlijsten, onder andere van Spin Magazine, Amazon.com en New York Times. Ágætis byrjun werd door de pers bijna unaniem positief ontvangen. Op reviewsite Metacritic verzamelde het album een gemiddeld cijfer van 87 uit 100. Allmusic noemde de titel 'goede start' een van de charmantste understatements van een band in jaren: "Het album begint hard met "Sven-G-Englar" - een nummer dat zo overweldigend mooi is dat je je afvraagt hoe een klein land als IJsland gehele continenten kan wegspelen in enkele minuten. De rest van het album houdt dezelfde kwaliteit aan. Extreem diepe strijkstukken ondersteunden de kopstem van het grootse "Viðar Vel Tl Loftárasa" naar het filmische "Avalon".
Rolling Stone gaf het album vier van de vijf sterren: "[Agætis byrjun] zit vol met kathedraalorgel-akkoorden, stukken witte noise en smachtende ritmes. "Flugufrelsarinn" is schitterend, vol met tape-loops, meesleepend strijkwerk Jon Por Birgisson's weelderige, schokkend vrouwelijke zang. Birgisson's mix van IJslandse teksten en inventieve nonsens is het rauwe hart van de band: of je nou wel of niet begrijpt wat hij zegt, hij klinkt als een lieve, zielige puppy. Bij "Olsen Olsen" duurt het twee minuten voordat het samensmelt maar zweept daarna met een donderende piano en gitaar. Er zit een rare grootsheid in deze muziek; wat misschien verklaart waarom artrock-volgers Radiohead de band als voorprogramma in enkele Europese shows heeft gevraagd. Ze zijn zo divers als Led Zeppelin en My Bloody Valentine, maar het zachtjes benevelde Sigur Ros klinkt juist als een klassieke rockband, behekst door witte magie."

## Nummers
De Nederlandse vertaling van de titels staan onder de originele titel weergegeven.
1. "Intro" – 1:36
2. "Svefn-g-englar" – 10:04
 "Slaapwandelaars"
3. "Starálfur" – 6:48
 "Starende elf"
4. "Flugufrelsarinn" – 7:49
 "Redder van de vlieg"
5. "Ný batterí" – 8:10
 "Nieuwe batterijen"
6. "Hjartað hamast (bamm bamm bamm)" – 7:11
 "Het hart bonst (boem boem boem)"
7. "Viðrar vel til loftárása" – 10:17
 "Goed weer voor een luchtaanval"
8. "Olsen Olsen" – 8:03
9. "Ágætis byrjun" – 7:56
 "Een goed begin"
10. "Avalon" – 4:00

## Medewerkers
- Sigur Rós - Creatie, productie
  - Jón Þór Birgisson - zang, gitaar
  - Georg Hólm - basgitaar
  - Kjartan Sveinsson - toetsen
  - Ágúst Ævar Gunnarsson - drums
- Ken Thomas - Co-producer, engineer[26]
- Addi 800 - Productie
- Gotti Bernöft - artwork
- Álafosskoor - zang (op "Olsen Olsen")

Een groep mensen werkten verder ook mee aan het instrumentale gedeelte, maar zijn alleen bekend via hun voor- of bijnaam: kk (harp op "Hjartað hamast (bamm bamm bamm)"), Pétur (gitaar op "Viðrar vel til loftárása"), Gerður (contrabas op "Starálfur"), Sammi en Snorri (brass op "Ný batterí") en The Stringpuppets: Szymon, Kuran en de rest.

## Versies
|    | jaar | platenmaatschappij              | locatie             | formaat        | catalogusnummer      |
| -- | ---- | ------------------------------- | ------------------- | -------------- | -------------------- |
| 1  | 1999 | Bad Taste                       | IJsland             | cd             | SM79CD               |
| 2  | 2000 | Fat Cat Records                 | Verenigd Koninkrijk | cd             | FATCD11              |
| 3  | 2000 | Fat Cat Records                 | Verenigd Koninkrijk | 2-lp (12-inch) | FATLP11              |
| 4  | 2000 | Fest.Mushroom Rec/Shock Records | Australië           | cd             | 333342               |
| 5  | 2001 | PIAS                            | Duitsland           | 2-cd           | 946.0001.20/22       |
| 6  | 2001 | MCA Records                     | Canada              | cd             | 7697422142           |
| 7  | 2001 | PIAS                            | Europa              | cd             | PIASV001-946.0001.20 |
| 8  | 2001 | PIAS                            | Verenigde Staten    | cd             | PIASA1-2             |
| 9  | 2001 | Trama                           | Brazilië            | cd             | TESI 525-2           |
| 10 | 2001 | Avex                            | Japan               | cd             | CTCM-65010           |
| 11 | 2005 | BMG                             | Polen               | cassette       | 74321861314          |
| 12 | 2005 | BMG                             | Rusland             | cassette       | 946.0001.50          |
| 13 | 2006 | -                               | China               | cd             | CM0122               |